# Klippspringer
Die Klippspringer (Oreotragus) sind eine kleine afrikanische Antilopengattung und gleichzeitig eine monotypische Tribus. Der Name stammt aus dem Afrikaans – niederländisch klipspringer bedeutet „Felsenspringer“.

## Merkmale
Die Klippspringer gehören zu den zierlichsten Vertretern der Antilopen und erreichen eine Schulterhöhe von knapp 60 cm und ein Körpergewicht von 10–13 kg. Die Weibchen sind dabei etwas größer und schwerer als die Männchen. Die Männchen tragen darüber hinaus kurze, gerade, weit auseinanderstehende Spieße, von einer Länge von ungefähr 20–25 cm. Bei den nördlichen Beständen tragen auch die Weibchen Hörner.

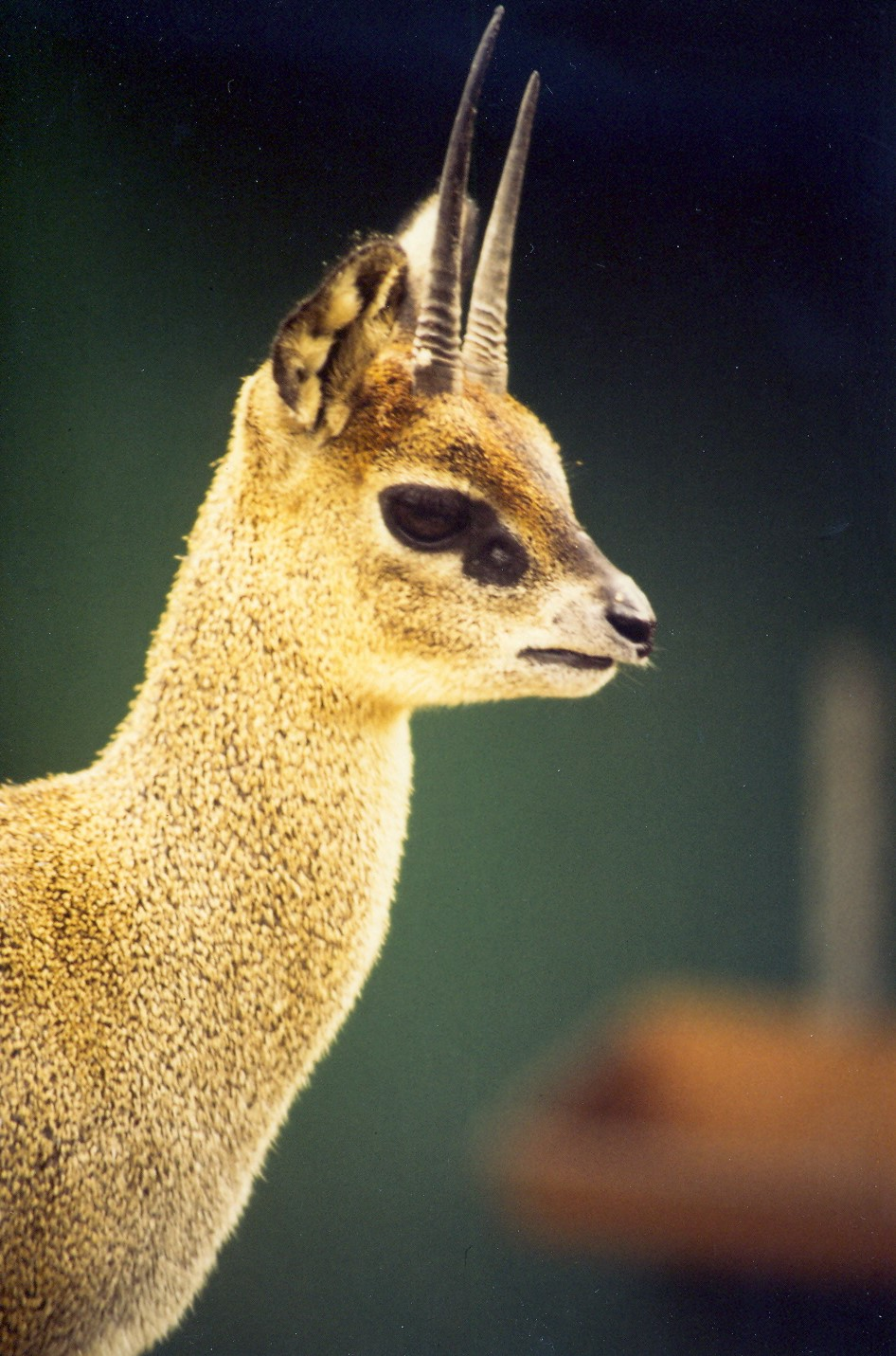
Klippspringerbock

Mit ihrem groben, borstigen, dichten gelb bis braungrauen Fell, das eine schwarze Melierung aufweist und auf der Unterseite weiß ist, sind sie vor den „Kopjes“ (Felsblöcken) kaum zu entdecken. Der Bauch, das Kinn und die Lippen werden von weißen oder cremefarbenen Haar bedeckt.
Die Klippspringer weisen zwei Charakteristika auf, die eine Anpassung an das Leben in einem felsigen Habitat sind. Sie sind die einzigen Antilopen, die auf den Hufspitzen laufen. Diese werden so abgelaufen, dass zylindrische Hufe entstehen, die eine unverwechselbare, zweikreisige Spur hinterlassen. Durch diese spezifische Form ihrer Hufe haben Klippspringer einen besseren Halt auf glatten Felsoberflächen. Als zweite Anpassung ist ihr Fell fest und dick. Jedes einzelne Haar ist hohl und borstenähnlich. Das Fell bietet eine gute Isolation gegen die Temperaturextreme ihrer hochgelegenen Lebensräume. Es isoliert sowohl gegenüber extremer Hitze als auch gegen große Kälte.

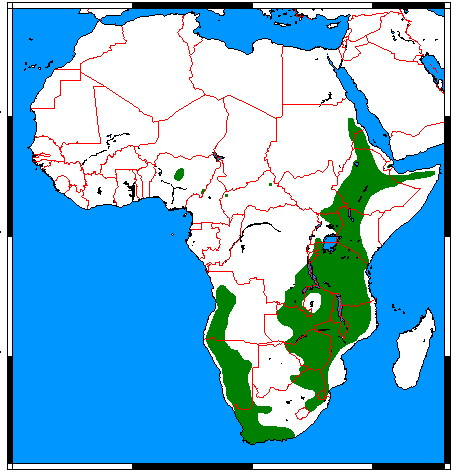
Verbreitungsgebiet

## Verbreitung
Diese Antilopengattung ist vom südafrikanischen Kap der Guten Hoffnung über Ostafrika bis nach Äthiopien zu finden. Sie kommt unter anderem in folgenden Naturschutzgebieten vor: Bale-Mountains-Nationalpark, Karoo, Mountain Zebra, Giant’s Castle, Krügerpark, Namib-Naukluft, Hwange, Upemba, Tsavo, Manyarasee, Ngorongoro, Serengeti, Kilimandscharo und Samburu.

## Lebensweise

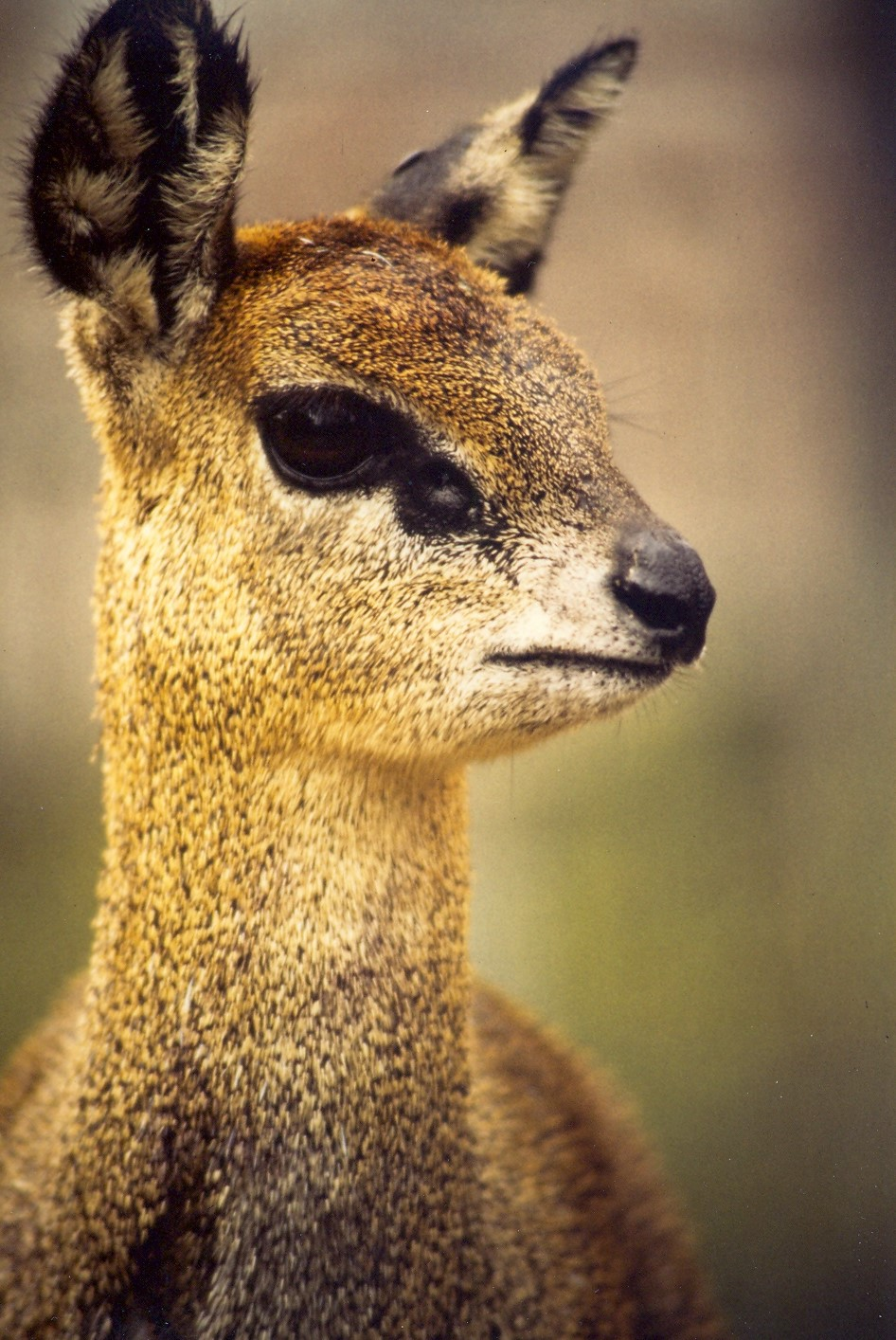
Klippspringerweibchen

Klippspringer halten sich generell auf oder in der Nähe von felsigen Hügeln oder Felsformationen auf. Häufig kann man sie bewegungslos auf der Spitze hoher Felsen entdecken. Oft kann man den lauten, nasalen Warnpfiff der Tiere hören. Auch im unwegsamen Gelände sind sie sehr flink. Bei Gefahr flüchten sie in der Regel nicht weit, sondern bleiben nach kurzer Flucht stehen und beobachten den Prädator. Dabei ist häufig der Warnpfiff zu hören. Dieses Verhalten trägt allerdings auch dazu bei, dass sich Klippspringer durch den Menschen leicht erjagen lassen.
Man findet sowohl Pärchen als auch Familiengruppen; die Männchen verteidigen ihr Revier. Die Paarbeziehungen enden in der Regel erst mit dem Tod eines der beiden Partner. Zu den typischen Verhaltensmerkmalen der Klippspringer gehören die großen Kothaufen, die sich meist am Rand des Reviers festlegen. Weibchen reiben nach dem Koten an nahen Zweigen ihre Voraugendrüsen ab, wodurch eine dicke, schwarze Substanz auf die Zweige übertragen wird. Diese strömen einen starken süßen Duft aus, wenn sie feucht sind. Gewöhnlich setzt das Männchen seine Duftmarke auf die des Weibchens. Die Klippspringer ernähren sich vorwiegend von Laub.
Die Brunstzeit der Klippspringer dauert von September bis Januar. Die Tragzeit beträgt 214 Tage. Das einzelne Junge wiegt bei der Geburt etwa 1 kg. Ihre Lebenserwartung beträgt 10 bis 12 Jahre.

## Arten

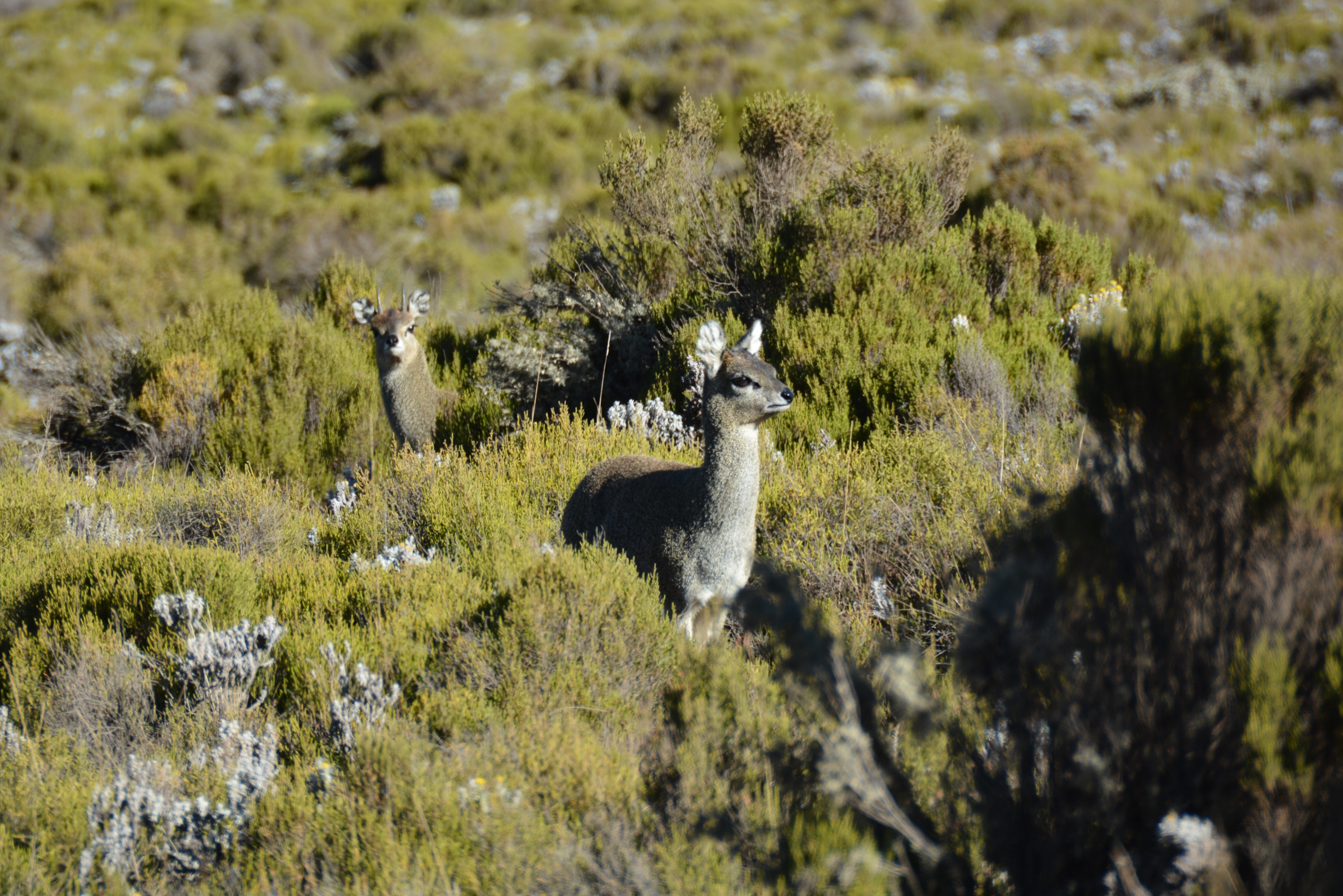
Äthiopien-Klippspringer

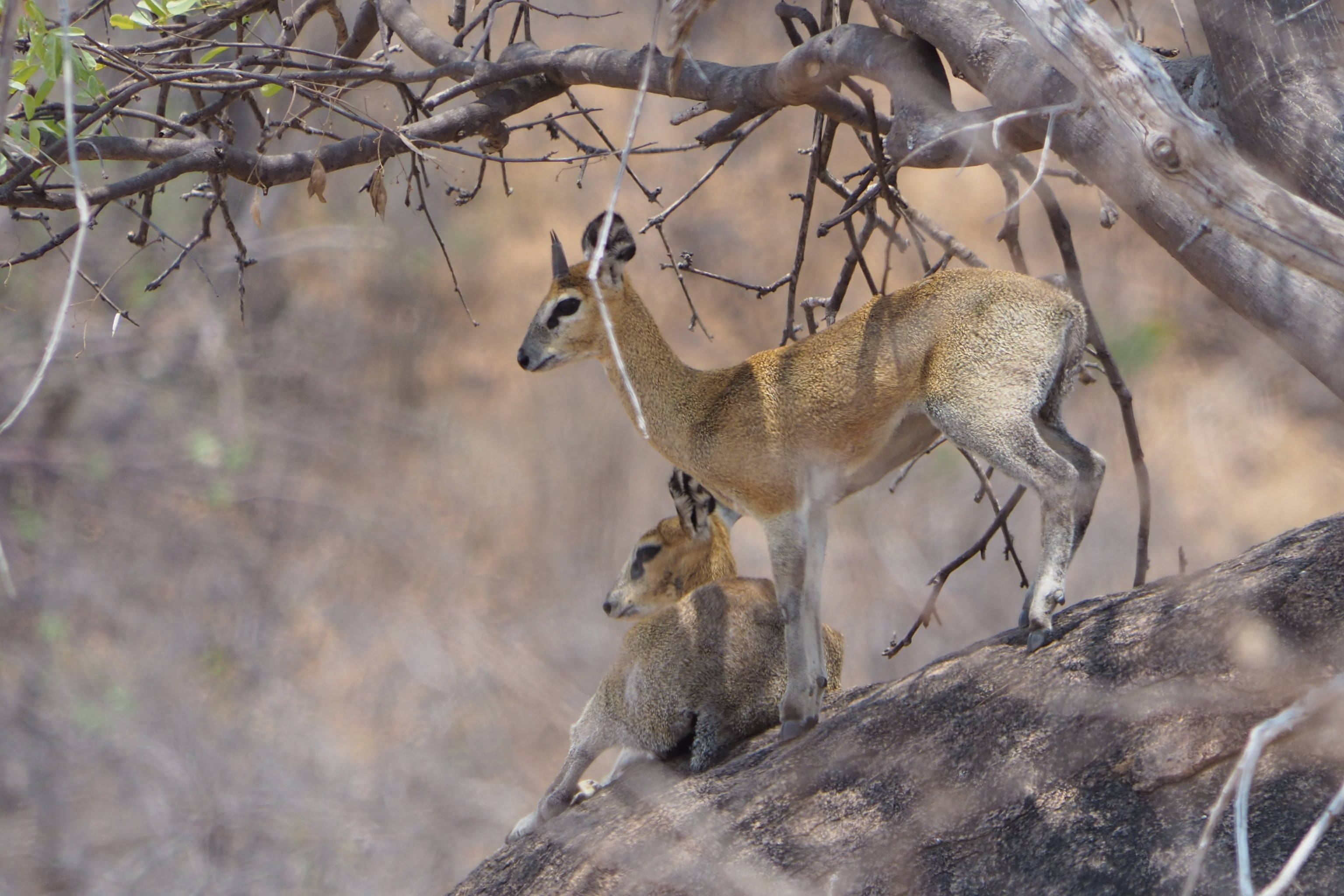
Massai-Klippspringer

Die Tribus gliedert sich folgendermaßen:
- Tribus Oreotragini Pocock, 1910

- Gattung Oreotragus A. Smith, 1834

- Tansania-Klippspringer (Oreotragus aceratos Noack, 1899)
- Kenia-Klippspringer (Oreotragus aureus Heller, 1913)
- Sambia-Klippspringer (Oreotragus centralis Hinton, 1921)
- Kap-Klippspringer oder Klippspringer (Oreotragus oreotragus (Zimmermann, 1783))
- Nigeria-Klippspringer (Oreotragus porteousi Lydekker, 1911)
- Äthiopien-Klippspringer oder Abessinischer Klippspringer (Oreotragus saltatrixoides (Temminck, 1853))
- Massai-Klippspringer oder Schillings-Klippspringer (Oreotragus schillingsi Neumann, 1902)
- Somali-Klippspringer (Oreotragus somalicus Neumann, 1902)
- Simbabwe-Klippspringer (Oreotragus stevensoni Roberts, 1946)
- Angola-Klippspringer (Oreotragus tyleri Hinton, 1921)
- Transvaal-Klippspringer (Oreotragus transvaalensis Roberts, 1917)

## Mensch und Klippspringer
In verschiedenen Gegenden Afrikas wurden Klippspringer von jeher gejagt. Aus ihrer Haut lässt sich ein Leder gewinnen, das zur Herstellung von Taschen verwendet wird. Das Fleisch soll sehr wohlschmeckend sein. Durch die Bejagung ist der Klippspringer im westafrikanischen Teil seines Verbreitungsgebiets nahezu ausgestorben (Unterart O. o. porteousi). Im übrigen Verbreitungsgebiet gilt er nicht als bedroht.
Da in den letzten Jahren einige Zoos die Haltung der Klippspringer beendeten, gibt es keine europäische Zoopopulationen mit Zukunftschancen. Im Moment werden drei Tiere in den zoologischen Gärten in Frankfurt am Main und Valencia gepflegt. Importbemühungen seitens Frankfurt scheiterten vor einigen Jahren. Da es keine Nachzuchten gibt, ist damit zu rechnen, dass Klippspringer in den nächsten Jahren aus der europäischen Zoolandschaft verschwinden werden. Seit 1994 werden in Europa nur noch Äthiopien-Klippspringer gepflegt.

## Belege

### Einzelbelege
1. ↑   Mills et al., S. 264
2. ↑  https://www.tiere-tierarten.de/tiere/klippspringer.shtml Steckbrief des Klippspringers